# Geschwindigkeitspotential
Das Geschwindigkeitspotential {\displaystyle \phi } führt man für wirbelfreie, zwei- und dreidimensionale Strömungen der Fluiddynamik ein. Mit ihm vereinfachen sich die Rechnungen und man gewinnt ein tieferes mathematisch-physikalisches Verständnis. Das Geschwindigkeitspotential der Fluiddynamik entspricht mathematisch dem elektrostatischen bzw. dem Gravitationspotential.
Dieser Artikel behandelt den zweidimensionalen Fall – der dreidimensionale ist im Artikel Potentialströmung dargestellt.
Löst man die Gleichung {\displaystyle \phi (x,y)={\text{const.}}}, so erhält man die Äquipotentiallinien des Strömungsfeldes.
Außerdem führt man die Stromfunktion {\displaystyle \psi } ein, deren anschauliche Bedeutung darin besteht, dass die Lösungen der Gleichung {\displaystyle \psi (x,y)={\text{const.}}} die Stromlinien des Geschwindigkeitspotentiales darstellen.
Aus dem Geschwindigkeitspotential und der Stromfunktion bildet man das komplexe Geschwindigkeitspotential.

## Grundlagen
Für ein wirbelfreies zweidimensionales Strömungsfeld {\displaystyle {\vec {u}}(x,y)} gilt, dass die Rotation gleich 0 ist:
{\displaystyle {\vec {\nabla }}\times {\vec {u}}(x,y)=0}
Ähnlich wie im Fall des elektrostatischen Potentials führt man nun das Geschwindigkeitspotential {\displaystyle \phi (x,y)} ein. Der Gradient dieses Potentials ist dabei gerade das Strömungsfeld:
{\displaystyle {\vec {u}}(x,y)={\vec {\nabla }}\phi (x,y)=\left({\frac {\partial \phi }{\partial x}},{\frac {\partial \phi }{\partial y}}\right)}
Wegen {\displaystyle {\vec {\nabla }}\times {\vec {\nabla }}\phi (x,y)=0} ist das Strömungsfeld automatisch wirbelfrei.
Ferner gilt für das Geschwindigkeitsfeld im Falle einer inkompressiblen Strömung auch die Kontinuitätsgleichung:
{\displaystyle {\vec {\nabla }}\cdot {\vec {u}}(x,y)=0}
Setzt man darin die Definition des Geschwindigkeitspotentials ein, so sieht man, dass {\displaystyle \phi (x,y)} die Laplace-Gleichung (als Sonderfall der Poisson-Gleichung) erfüllt:
{\displaystyle {\vec {\nabla }}\cdot {\vec {u}}(x,y)={\vec {\nabla }}\cdot {\vec {\nabla }}\phi (x,y)=\Delta \phi (x,y)=0}

## Die Stromfunktion
Das Geschwindigkeitspotential {\displaystyle \phi (x,y)} wurde so eingeführt, dass die Wirbelfreiheit automatisch erfüllt ist. Allerdings musste die Erfüllung der Kontinuitätsgleichung bzw. der Laplace-Gleichung explizit gefordert werden.
Nun führt man die Stromfunktion {\displaystyle \psi (x,y)} ein, die definiert ist durch:
{\displaystyle {\vec {u}}=\left({\frac {\partial \psi }{\partial y}},-{\frac {\partial \psi }{\partial x}}\right)}
Aus dieser Definition sieht man, dass die Kontinuitätsgleichung automatisch erfüllt ist:
{\displaystyle {\vec {\nabla }}\cdot {\vec {u}}={\frac {\partial ^{2}\psi }{\partial x\cdot \partial y}}-{\frac {\partial ^{2}\psi }{\partial y\cdot \partial x}}=0}
Die Rotationsfreiheit muss allerdings explizit gefordert werden:
{\displaystyle {\frac {\partial u_{y}}{\partial x}}-{\frac {\partial u_{x}}{\partial y}}={\frac {\partial ^{2}\psi }{\partial x^{2}}}+{\frac {\partial ^{2}\psi }{\partial y^{2}}}=0}
Die Stromfunktion erfüllt in wirbelfreien Strömungen ebenfalls die Laplace-Gleichung.

## Komplexes Geschwindigkeitspotential
Mit den Definitionen von Geschwindigkeitspotential {\displaystyle \phi } und Stromfunktion {\displaystyle \psi } ergibt sich:
{\displaystyle u_{x}={\frac {\partial \phi }{\partial x}}={\frac {\partial \psi }{\partial y}}\quad \wedge \quad u_{y}={\frac {\partial \phi }{\partial y}}=-{\frac {\partial \psi }{\partial x}}}
Dies ist exakt von der Form der Cauchy-Riemannschen Differentialgleichungen für eine holomorphe Funktion, mit Realteil {\displaystyle \phi } und Imaginärteil {\displaystyle \psi }. Somit führt man das komplexe Geschwindigkeitspotential {\displaystyle w(z)} ein:
{\displaystyle w(z)=\phi (z)+i\cdot \psi (z)\quad {\textrm {mit}}\quad z=x+i\cdot y}
Damit erfüllt das komplexe Geschwindigkeitspotential ebenfalls die Laplace-Gleichung:
{\displaystyle \Delta w(z)=\Delta \phi (z)+i\cdot \Delta \psi (z)=0}